# Martin Amis
Martin Louis Amis (ur. 25 sierpnia 1949 w Oksfordzie, zm. 19 maja 2023 w Lake Worth Beach na Florydzie) – angielski pisarz i nauczyciel akademicki. Syn pisarza Kingsleya Amisa. Ukończył studia na Wydziale Literatury Uniwersytetu Oksfordzkiego (1971). Wykładał na Uniwersytecie Manchesteru.

## Twórczość

### Powieści
- The Rachel Papers (1973)
- Martwe dzieci (Dead Babies 1975, wyd. pol. Rebis 2000, tłum. Zbigniew Batko)
- Sukces (Success 1978, wyd. pol. Rebis 1994, tłum. Dariusz Wojtczak)
- Other People (1981)
- Forsa (Money 1984, wyd. pol. Czytelnik 1995, tłum. Krzysztof Zabłocki)
- Pola Londynu (London Fields 1989, wyd. pol.  Czytelnik 1995, tłum. Anna Kołyszko)
- Strzała czasu albo natura występku (Time's Arrow: Or the Nature of the Offence  1991, wyd. pol. Wydawnictwo Muza 1997, tłum. Michał Kłobukowski)
- Informacja (The Information 1995, wyd. pol. Czytelnik 2000, tłum. Krzysztof Zabłocki)
- Nocny pociąg (Night Train 1997, wyd. pol. Rebis 2000, tłum. Przemysław Znaniecki)
- Yellow Dog (2003)
- Dom schadzek (House of Meetings 2006, wyd. pol. Czytelnik 2008, tłum. Aleksandra Amros)
- Ciężarna wdowa (The Pregnant Widow 2010, wyd. pol. Czytelnik 2012, tłum. Aleksandra Amros)
- Lionel Asbo: Raport o stanie państwa (Lionel Asbo: State of England 2012, wyd. pol. Rebis 2013, tłum. Katarzyna Karłowska)
- Strefa interesów (Zone of Interest 2014, wyd. pol.  Rebis 2015, tłum. Katarzyna Karłowska)
- Opowieść wtajemniczonego (Inside Story 2020, wyd. pol. Rebis 2021, tłum. Katarzyna Karłowska)

### Zbiory opowiadań
- Einstein's Monsters (1987)
- Two Stories (1994)
- God’s Dice (1995)
- Heavy Water and Other Stories (1998)
- Amis Omnibus (1999)
- The Fiction of Martin Amis (2000)
- Vintage Amis (2004)

### Literatura faktu
- Invasion of the Space Invaders (1982)
- The Moronic Inferno: And Other Visits to America (1986)
- Visiting Mrs Nabokov: And Other Excursions (1993)
- Doświadczenie (Experience 2000, wyd. pol. , Czytelnik 2006, tłum. Aleksandra Ambros)
- Koba the Dread: Laughter and the Twenty Million (2002)
- The Second Plane (2008)

### Eseje
- The War Against Cliché : Essays and Reviews 1971-2000 (2001)
- The Age of Horrorism (2006)[3]